# PET boca
PET boce su izrađene iz PET-a i proizvode se termalnim procesom preoblikovanja. Od sredine 1990-ih. godina koriste se kao ambalaža u industriji pića. 

## Prednosti
Za potrošače su PET boce prikladne za korištenje primjerice zbog male težine i robusnosti.

## Nedostatci
PET za razliku od stakla nije nepropusan za plinove. Ugljični dioksid s vremenom iz PET boca difundira, tako da neka pića postaju već nakon nekoliko tjedana  nepitka. Prodiranje kisika u bocu dovodi do promjene u okusu i može već nakon samo nekoliko tjedana dovesti do rastavljanja. 
Mineralna voda u PET boci ima značajno kraći rok trajanja (oko 40%) nego u staklenim bocama.
Prema istraživanjima koja su provedena 2006. godine otkrilo se da u PET bocama pića sadrže antimon; posebno upečatljiv vrijednosti su utvrđene u mineralnoj vodi.

## Reciklaža
U Republici Hrvatskoj najveći dio PET boca vraća se u reciklažu.